# Южненский сельский совет (Ичнянский район)
Южненский сельский совет (укр. Южненська сільська рада) — входит в состав
Ичнянского района
Черниговской области
Украины.
Административный центр сельского совета находится в 
с. Южное
.

## Населённые пункты совета
- с. Южное
- с. Боярщина
- с. Лысогоры

## Ликвидированные населённые пункты совета
- пос. Римы